# Championnat d'Asie de rink hockey
Le Championnat d'Asie de rink hockey ou Coupe d'Asie est la plus grande compétition de rink hockey entre équipes nationales d'Asie. Il est organisé par la Confederation of Asia Roller Sports (CARS), la principale confédération de rink hockey asiatique. Depuis 2009, les éditions de cette compétition sont organisées tous les ans, lorsqu'un nombre suffisant de participants est engagé. Organisé dans les catégories féminines et masculines, ce championnat fait affronter des équipes nationales et une région autonome (Macao).
Le tournoi a été créé en 1967. Depuis 1997, l'épreuve féminine est organisée en même temps que la compétition masculine.
Le championnat masculin est largement dominé par Macao depuis ses débuts, tandis qu'en féminin le Japon qui fut vainqueur des 4 premières éditions et le premier organisateur de championnat du monde féminin sur le continent en 2008 ainsi que la première nation asiatique à monter sur le podium mondial en 1994 se fait lentement rattraper par d'autres nations telles que l'Inde ou le Taïwan.
Depuis 2004, le Taïwan concourt sous le nom de Chinese Taipei comme dans les autres compétitions sportives telles que les jeux olympiques.
Depuis 2018, ce tournoi fait aussi office de qualification pour les World Roller Games de l'année suivante, la plus importante compétition mondiale. L'Australie et la Nouvelle-Zélande ont été invitées dans la compétition, de 1976 a 2004, puis de nouveau depuis 2018, date à laquelle une équipe océanienne remporte la compétition pour la première fois.

## Popularité
Le rink hockey est moins populaire en Asie que sur les autres continents. Seul 4 équipes participaient au dernier championnat d'Asie 2012 Le blog "roller hockey in Pakistan" attribue cette impopularité au fait que le CARS (la confédération asiatique de roller sports) ne promouvrait pas assez le rink hockey ainsi que le CIRS qui encouragerait plus le rink hockey en Afrique et en Europe qu'en Asie. Il souligne aussi que le roller en ligne, très présent en Asie, reléguerait le rink hockey au second plan. L'édition semble marquer un regain de popularité, puisque 7 équipes participent.

## Organisation
Le Championnat d'Asie 2012 ne se déroulera peut-être pas à Macao, car le gymnase n'est plus en état d’accueillir des compétitions depuis la saison 2005-2006! Malgré les nombreuses demandes des joueurs et de l'APM (association de rink-hockey macanaise) le gouvernement macanien refuse d'en construire un nouveau. De plus, en 2011, une compétition internationale de roller in line hockey s'est déroulée dans ce même gymnase.
Cela montre un certain manque d'organisation du CARS qui n'est pas sûr du lieu de la compétition quelques mois avant !
Finalement, la compétition 2012 s'est tenu dans la ville chinoise de Hefei.

## Hommes

### Résultat
| Édition | Année | Lieu         | Champion      | Second           | 3e             | 4e             |
| ------- | ----- | ------------ | ------------- | ---------------- | -------------- | -------------- |
| I       | 1967  |              | Japon         | Corée du Sud     | -              | -              |
| II      | 1967  |              | Japon         | Nouvelle-Zélande | Australie      | -              |
| III     | 1987  | Corée du Sud | Macao         | Inde             | Japon          | Chinese Taipei |
| IV      | 1989  | Chine        | Japon         | Macao            | Inde           | Pakistan       |
| V       | 1991  |              | Macao         | Chine            | Japon          | Inde           |
| VI      | 1995  | Nagano       | Japon         | Macao            | Chine          | Corée du Sud   |
| VII     | 1997  | Kangnung     | Macao         | Japon            |                |                |
| VIII    | 1999  | Shanghai     | Japon         | Corée du Nord    | Macao          | Inde           |
| IX      | 2001  | Taitung      | Corée du Nord | Macao            | Japon          | Inde           |
| X       | 2004  | Akita        | Macao         | Japon            | Australie      | Taïpei chinois |
| XI      | 2005  | Jeonju       | Macao         | Japon            | Inde           | Taïpei chinois |
| XII     | 2007  | Calcuta      | Macao         | Japon            | Inde           | Pakistan       |
| XIII    | 2010  | Dalian       | Macao         | Japon            | Inde           | Taïpei chinois |
| XIV     | 2010  | Taipei       | Japon         | Taïpei chinois   | Inde           | Macao          |
| XV      | 2012  | Hefei        | Macao         | Inde             | Australie      | Taïpei chinois |
| XVI     | 2014  | Haining      | Macao         | Taïpei chinois   | Japon          | Inde           |
| XVII    | 2016  | Lishui       | Macao         | Inde             | Taïpei chinois | Japon          |
| XVIII   | 2018  | Namwon       | Australie     | Macao            | Japon          | Inde           |

### Tableau des médailles 1987-2018
| Rang | Nation           | Or | Argent | Bronze | Total |
| ---- | ---------------- | -- | ------ | ------ | ----- |
| 1    | Macao            | 10 | 4      | 1      | 15    |
| 2    | Japon            | 6  | 5      | 2      | 13    |
| 3    | Corée du Nord    | 1  | 1      | 0      | 2     |
| 4    | Australie        | 1  | 0      | 3      | 4     |
| 5    | Inde             | 0  | 3      | 5      | 8     |
| 6    | Taïpei chinois   | 0  | 2      | 1      | 3     |
| 7    | Chine            | 0  | 1      | 1      | 2     |
| 8    | Corée du Sud     | 0  | 1      | 0      | 1     |
| -    | Nouvelle-Zélande | 0  | 1      | 0      | 1     |

### Classement de l'ensemble des participants
| Rang | Équipe           | Participations | 1er | 2e | 3e | 4e | 5e | 6e | 7e | 8e |
| 1    | Macao            | 16             | 10  | 4  | 1  | 1  | 0  | 0  | 0  | 0  |
| 2    | Japon            | 17             | 6   | 5  | 5  | 1  | 0  | 0  | 0  | 0  |
| 3    | Corée du Nord    | 2              | 1   | 1  | 0  | 0  | 0  | 0  | 0  | 0  |
| 4    | Australie        | 4              | 1   | 0  | 3  | 0  | 0  | 0  | 0  | 0  |
| 5    | Inde             | 15             | 0   | 3  | 5  | 5  | 1  | 1  | 0  | 0  |
| 6    | Taïpei chinois   | 14             | 0   | 2  | 1  | 5  | 4  | 2  | 0  | 0  |
| 7    | Corée du Sud     | 7              | 0   | 1  | 0  | 1  | 1  | 1  | 2  | 1  |
| 8    | Nouvelle-Zélande | 2              | 0   | 1  | 0  | 0  | 0  | 0  | 1  | 0  |
| 9    | Pakistan         | 6              | 0   | 0  | 0  | 2  | 1  | 1  | 1  | 1  |
| 10   | Chine            | 3              | 0   | 0  | 0  | 0  | 2  | 0  | 1  | 0  |
| 11   | Hong Kong        | 2              | 0   | 0  | 0  | 0  | 0  | 1  | 1  | 0  |

## Femmes

### Résultats
| Édition | Année | Lieu     | Vainqueur      | Second         | Troisième      | 4e Place       |
| ------- | ----- | -------- | -------------- | -------------- | -------------- | -------------- |
| I       | 1997  | Kangnung | Japon          | Macao          | Inde           | Taïwan         |
| II      | 1999  | Shanghai | Japon          | Chine          | Inde           | Taïwan         |
| III     | 2001  | Taitung  | Japon          | Chine          | Inde           | Taïwan         |
| IV      | 2004  | Akita    | Japon          | Taïpei chinois | Inde           |                |
| V       | 2005  | Jeonju   | Macao          | Japon          | Inde           | Taïpei chinois |
| VI      | 2007  | Calcuta  | Inde           | Japon          | Macao          |                |
| VII     | 2010  | Dalian   | Inde           | Japon          | Taïpei chinois | Macao          |
| VIII    | 2010  | Taipei   | Taïpei chinois | Inde           | Japon          | -              |
| IX      | 2012  | Hefei    | Inde           | Taïpei chinois | Macao          |                |
| X       | 2014  | Haining  | Inde           | Japon          | Taïpei chinois | -              |
| XI      | 2018  | Namwon   | Inde           | Japon          | Chine          | -              |

### Tableau des médailles
| Rang | Nation         | Or | Argent | Bronze | Total |
| ---- | -------------- | -- | ------ | ------ | ----- |
| 1    | Inde           | 5  | 1      | 5      | 11    |
| 2    | Japon          | 4  | 5      | 1      | 10    |
| 3    | Taïpei chinois | 1  | 2      | 2      | 5     |
| 4    | Macao          | 1  | 0      | 2      | 3     |
| 5    | Chine          | 0  | 2      | 1      | 3     |